# Bair Hugger
El sistema Bair Hugger es un sistema de gestión de la temperatura convectiva que se utiliza en un hospital o centro quirúrgico para mantener la temperatura corporal central del paciente. El sistema Bair Hugger consta de una unidad de calentamiento reutilizable y una manta de calentamiento desechable de un solo uso para usar antes, durante y después de la cirugía. Este dispositivo médico se lanzó en 1987 y actualmente es fabricado por 3M Company.

## Función
El sistema Bair Hugger utiliza calentamiento convectivo, también conocido como calentamiento de aire forzado, para prevenir y tratar la hipotermia perioperatoria. 
El sistema incluye dos componentes principales: una unidad de calentamiento y una manta desechable. La unidad de calentamiento está conectada por una manguera flexible a la manta de un solo uso. El aire caliente de la unidad de calentamiento pasa a través de la manguera flexible hacia la manta. Una vez que el aire caliente llega a la manta, sale a través de una serie de microperforaciones en la parte inferior de la manta, calentando la piel del paciente en un área no involucrada en el procedimiento quirúrgico.

## Performance
El sistema Bair Hugger se calienta efectivamente debido a las propiedades de convección y radiación; la transferencia de calor mejora con el movimiento del aire caliente a través de la superficie de la piel del paciente. Se puede calentar hasta el 64 por ciento de la superficie corporal del paciente para la transferencia de calor, según la manta de Bair Hugger que se use.

## Historia
El sistema Bair Hugger fue diseñado originalmente por Scott Augustine, MD de Minnesota. El Bair Hugger fue producido por Arizant, anteriormente conocido como Augustine Medicine. Agustín renunció a Arizant en 2002, y Arizant fue comprado por 3M en 2009. Más tarde, Agustín inventó un tipo diferente de dispositivo para calentar pacientes y formó una compañía separada para vender su dispositivo de la competencia. 
El sistema Bair Hugger recibió la aprobación de la FDA en 1987.